# Myrmotherula ambigua
Myrmotherula ambigua е вид птица от семейство Thamnophilidae.

## Разпространение
Видът е разпространен в Бразилия, Венецуела и Колумбия.